# Pristobrycon careospinus
Pristobrycon careospinus és una espècie de peix de la família dels caràcids i de l'ordre dels caraciformes.

## Morfologia
- Els mascles poden assolir 11,1 cm de llargària total.
- Nombre de vèrtebres: 37.[4]

## Hàbitat
Viu en zones de clima tropical.

## Distribució geogràfica
Es troba a Sud-amèrica: riu Atabapo (conca del riu Orinoco, Veneçuela).